# Mette Nielsen (Badminton)
Mette Nielsen (* 13. Mai 1982) ist eine dänische Badmintonspielerin. 

## Karriere
Mette Nielsen war in Dänemark mehrfach bei den Nachwuchsmeisterschaften erfolgreich und gewann bei den Junioren auch Gold bei den Europameisterschaften. Bei den Erwachsenen wurde sie 2002 Fünfte bei den Austrian International. 2006 stand sie im Finale der Spanish International, unterlag dort jedoch im Damendoppel mit Julie Houmann den Deutschen Carina Mette und Birgit Overzier.

## Sportliche Erfolge
| Saison    | Veranstaltung                                    | Disziplin   | Platz | Name                                                |
| --------- | ------------------------------------------------ | ----------- | ----- | --------------------------------------------------- |
| 1993/1994 | Dänemark: Einzelmeisterschaften der Junioren U13 | Mixed       | 1     | Christian U. Hansen, Nivå / Mette Nielsen, Ølstykke |
| 1995/1996 | Dänemark: Einzelmeisterschaften der Junioren U15 | Dameneinzel | 1     | Mette Nielsen, Ølstykke                             |
| 1996/1997 | Dänemark: Einzelmeisterschaften der Junioren U15 | Dameneinzel | 1     | Mette Nielsen, Ølstykke                             |
| 1998/1999 | Dänemark: Einzelmeisterschaften der Junioren U17 | Damendoppel | 1     | Mette Nielsen, Ølstykke / Marie Nørgaard, Værløse   |
| 2000/2001 | Dänemark: Einzelmeisterschaften der Junioren U19 | Mixed       | 1     | Rasmus Andersen, Greve / Mette Nielsen, Lillerød    |
| 2001      | Junioren-Europameisterschaft                     | Mixed       | 1     | Rasmus Andersen / Mette Nielsen                     |
| 2002      | Austrian International                           | Damendoppel | 5     | Mette Nielsen / Pernille Aabel Sørensen             |
| 2006      | Spanish International                            | Damendoppel | 2     | Mette Nielsen / Julie Houmann                       |